# Hudoszej
A Hudoszej (oroszul:  Худосей) folyó Oroszország ázsiai részén, Jamali Nyenyecföldön; a Taz jobb oldali mellékfolyója.

## Földrajz
Hossza: 409 km, vízgyűjtő területe: 11 200 km², évi közepes vízhozama: 110 m³/sec.
Az Alsó-Jenyiszej-hátság déli részén ered. A Nyugat-szibériai-alföld északkeleti részén, az északi tajga övezetben folyik északnyugat felé és Krasznoszelkup településtől délre ömlik a Tazba. 
Eső- és főként hóolvadékvíz táplálja. Október második felében befagy és körülbelül hét hónapig jég alatt van. Tavaszi árvize van, a legbővízűbb hónap a június. 
A 17. században ezen a folyón vezetett az út (csaknem végig vízi út) a Taz és a Jenyiszej között, pontosabban a Taz menti egykori Mangazeja és a Jenyiszej parti régi Turuhanszk között. Abban az időben a folyó völgyét az enyecek egy népcsoportja lakta, akiket az oroszok hudoszeji szamojédeknek neveztek. 